# ミハイル・シュヴィドコイ

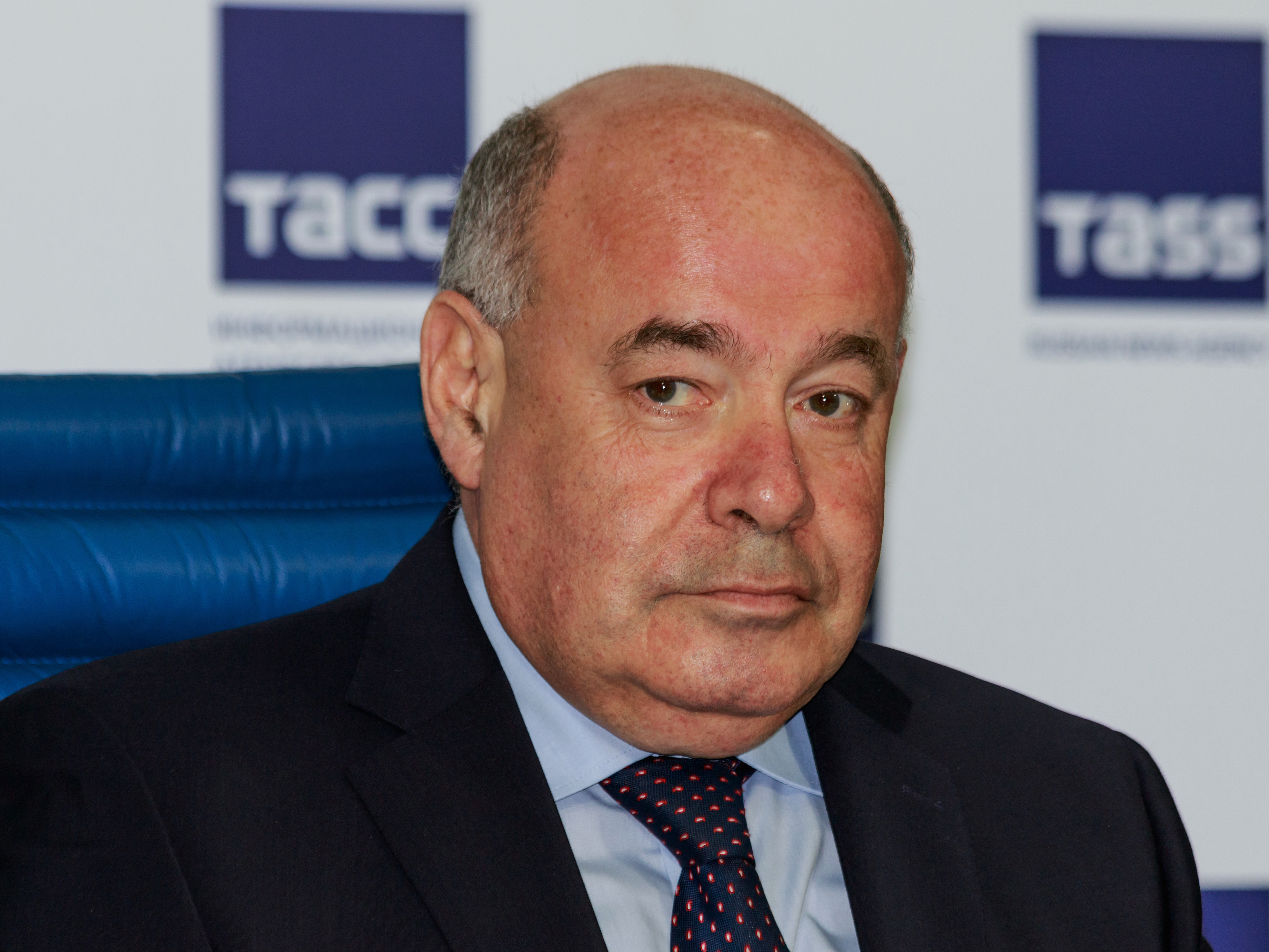
M・E・シュヴィドコイ

ミハイル・エフィーモヴィチ・シュヴィトコイ（ロシア語: Михаи́л Ефи́мович Швыдко́й、ラテン文字表記の例: Mikhail Yefimovich Shvydkoy、1948年9月5日 - ） は、ロシアの舞台演出家、教育者、政治家。旧ソ連キルギス共和国カント出身。

## 経歴
ユダヤ系軍人の父親、外科医の母親の子として生まれる。幼時に父母が離婚し、母親の再婚相手は音楽家だった。ロシア舞台芸術アカデミー卒。
ソ連共産党に入党している。芸術学博士。ロシア人文大学および舞台芸術アカデミーで教鞭を執る傍ら、複数のテレビ番組を制作した。
2000年ロシア文化大臣に任命される。2004年ロシア連邦文化・映画局（ゴスキノ）長官。2008年8月1日国際文化協力担当大統領特別代表。

## 日本との関係
2019年11月3日、令和元年度秋の外国人叙勲で「ロシアにおける日本文化の紹介並びに日本・ロシア間の関係強化及び友好親善に寄与」したとしてシュヴィトコイが旭日重光章を受章した。
2022年9月22日、来たる27日に実施予定の故安倍晋三国葬儀にシュヴィトコイ国際文化協力担当大統領特別代表がロシア代表として参列することが、日本国外務省により発表された。